# Lungenenzian-Ameisenbläuling
Der Lungenenzian-Ameisenbläuling (Phengaris alcon, Syn.: Maculinea alcon), auch Kleiner Moorbläuling genannt, ist ein Schmetterling (Tagfalter) aus der Familie der Bläulinge (Lycaenidae). Das Artepitheton leitet sich von Alcon, einem griechischen Hirtennamen ab.

## Merkmale
Die Falter erreichen eine Flügelspannweite von 32 bis 36 Millimetern. Sie haben blaue, leicht ins Weißliche gehende, mit dunklem Rand versehene (Männchen) oder dunkelbraune, am Flügelansatz leicht blau gestäubte (Weibchen) Flügeloberseiten, deren Rand weiß gefranst ist. Die Flügelunterseiten sind hellgrau und haben mehrere schwarze, weiß umrandete Flecken. Sie sehen dem Kreuzenzian-Ameisenbläuling (Phengaris rebeli) sehr ähnlich und bilden wie auch diese Art je nach Verbreitungsgebiet und Höhenlage variable Flügelfärbungen aus. Deswegen sind sie nur schwer voneinander zu unterscheiden.
Die Raupen werden ca. 15 Millimeter lang. Sie sind hellrötlich oder gelblich gefärbt und haben einen schwarzen Kopf. Die gesamte Färbung wirkt etwas dunkel getrübt.

### Ähnliche Arten
- Kreuzenzian-Ameisenbläuling (Phengaris rebeli)

### Synonyme
- Maculinea alcon
- Lycaena alcon

## Vorkommen
Sie kommen vom Norden Spaniens über Frankreich, Mittel- und Osteuropa bis nach Sibirien und in die Mongolei vor. Nach Norden hin fehlen sie über den Süden Schwedens hinaus. Nach Süden ist die Verbreitungsgrenze Norditalien bzw. die Mitte der Balkanhalbinsel. In Deutschland findet man sie nur mehr im Alpenvorland und stellenweise bis ins Flachland Norddeutschlands, wie z. B. auf der Lüneburger Heide. Sie sind sehr selten und vielerorts schon verschwunden. Der Lungenenzian-Ameisenbläuling ist lokal im Flachland und Gebirge bis 1000 Meter in Feuchtgebieten wie z. B. feuchten Wiesen, Mooren und Heiden anzutreffen; man findet sie besonders auch im Überschwemmungsbereich von Flüssen.

### Flugzeit
Sie fliegen in einer Generationen von Mitte Juni bis Mitte August, meistens aber bis Ende Juli.

## Lebensweise
Die Falter leben in der unmittelbaren Umgebung von Enzianpflanzen.

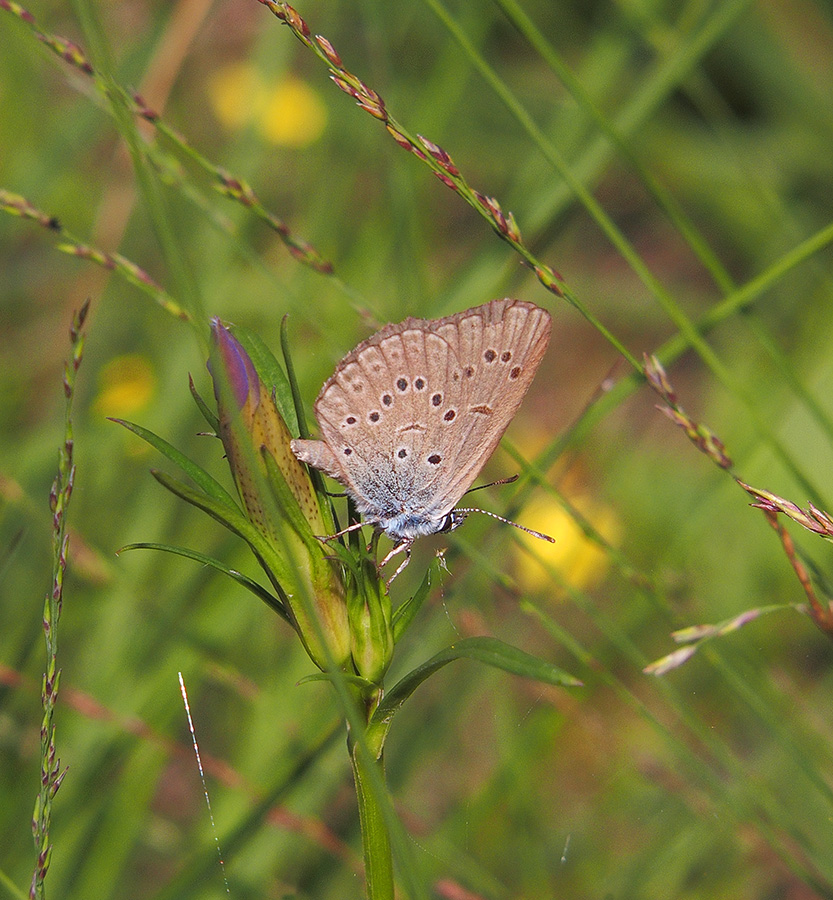
Eierlegendes Weibchen

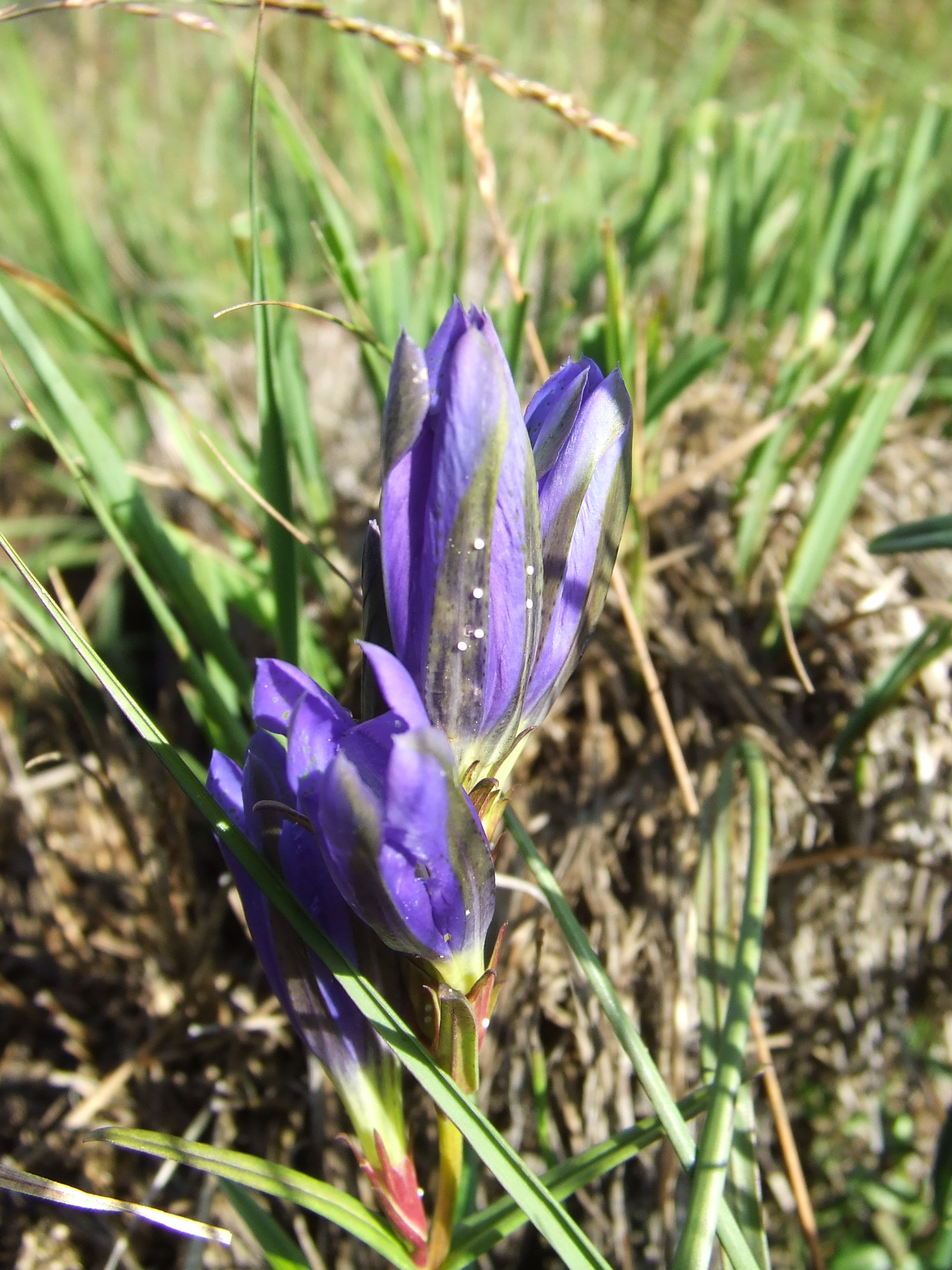
Eier am Lungen-Enzian (Gentiana pneumonanthe)

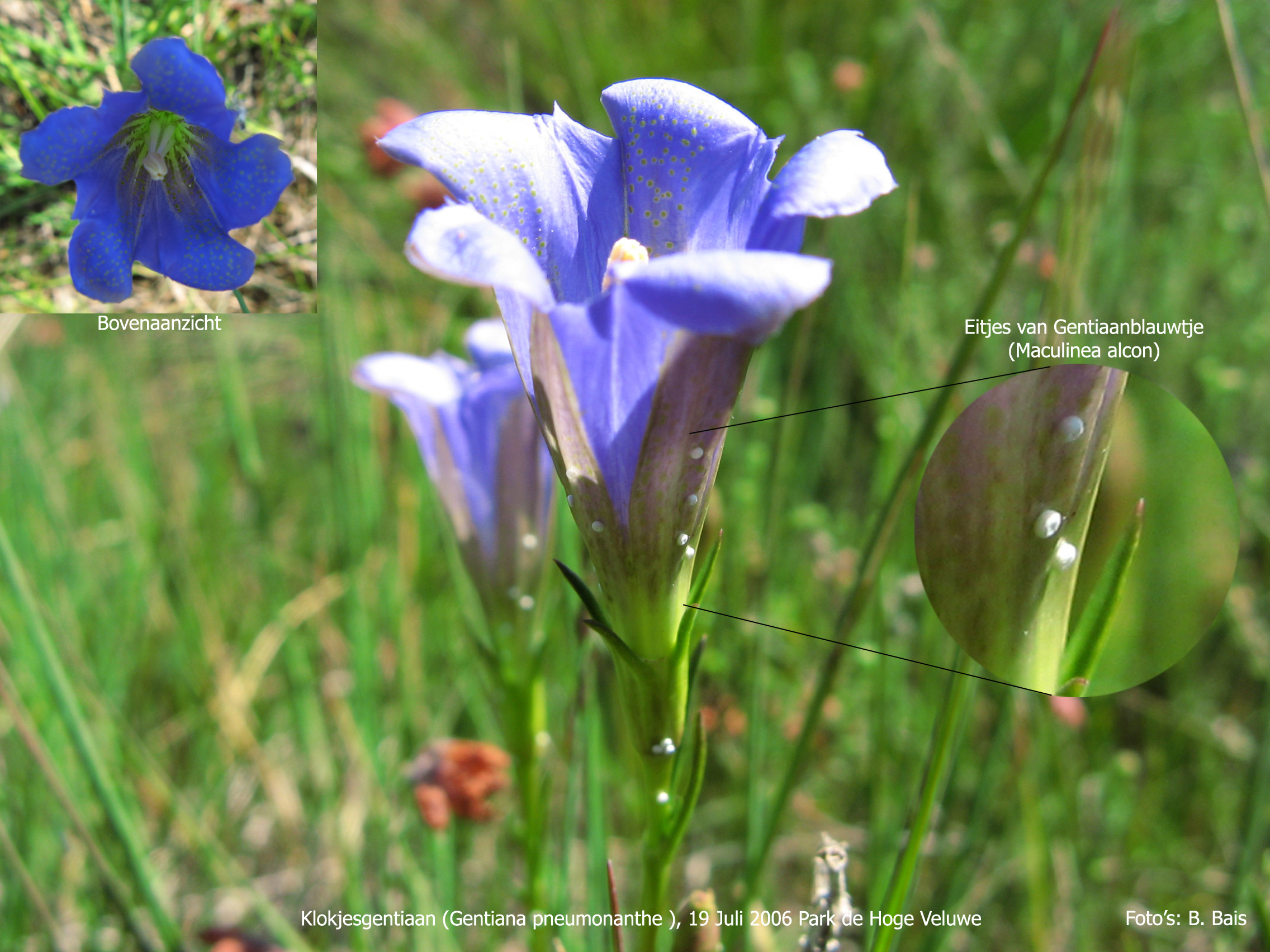
Eier des Lungenenzian-Ameisenbläulings

### Nahrung der Raupen
Die Raupen ernähren sich von Lungen-Enzian (Gentiana pneumonanthe), im Alpenraum bzw. dem Alpenvorland fressen sie gelegentlich auch Schwalbenwurz-Enzian (Gentiana asclepiadea).

## Entwicklung
Die Weibchen legen mehrere ihrer Eier locker verteilt an die Knospen, selten auch auf Blätter und Stängel, der Futterpflanzen ab. Die Eier sind weiß und etwas abgeflacht. Sie sind deutlich auf den Pflanzen sichtbar und erwecken den Anschein eines Pilzbefalls. Die Raupen fressen sich während des Schlüpfens in das Pflanzeninnere ein und ernähren sich im Fruchtknoten von den Samen und deren Anlagen. Nach zwei bis drei Häutungen fressen sie sich einen Weg nach draußen und fallen zu Boden. Durch die Imitation von Duftstoffen und die chemische Oberflächenstruktur ihrer Außenhaut werden sie hier von zwei verschiedenen Arten der Knotenameisen (Waldknotenameise, Myrmica ruginodis und Rote Gartenameise, Myrmica rubra) aufgesammelt und in deren Nest getragen. Indem die Raupen die Haut ihrer Wirtslarven nachahmen, lassen sich die Ameisen von den parasitären Schmetterlingen täuschen: Sie halten die Raupen für eigene Larven. Bis zum darauffolgenden Frühling leben sie in deren Nestern und werden von ihnen bevorzugt gefüttert. Sie verpuppen sich im Inneren des Nestes. Nach dem Schlüpfen bleibt den Faltern nicht viel Zeit für die Flucht, denn sie besitzen keine Duftstoffe, die sie vor den Ameisen schützen. Für die betroffenen Ameisenarten kann der Parasitenbefall zu einer Verkleinerung der Kolonie führen, da die bevorzugte Fütterung der Schmetterlingslarven den eigenen Nachwuchs gefährdet. Die Raupen können ihrerseits innerhalb des Ameisenbaus durch die parasitisch lebende Schlupfwespenart Ichneumon eumerus befallen werden. Deren Weibchen legen ihre Eier in den Raupen ab, die daraus schlüpfenden Larven entwickeln sich dann in den Raupen und töten sie.

## Gefährdung und Schutz
- Rote Liste BRD: 2 (stark gefährdet). Sie sind nicht nur auf Vorkommen ihrer Futterpflanzen, sondern auch auf große Bestände von Knotenameisen in deren Nähe stark angewiesen.[2] Darüber hinaus sind sie durch die Trockenlegung von Feuchtgebieten, aber auch durch klimatische Schwankungen verbunden mit Trockenperioden stark gefährdet.[3]